# George Newnes

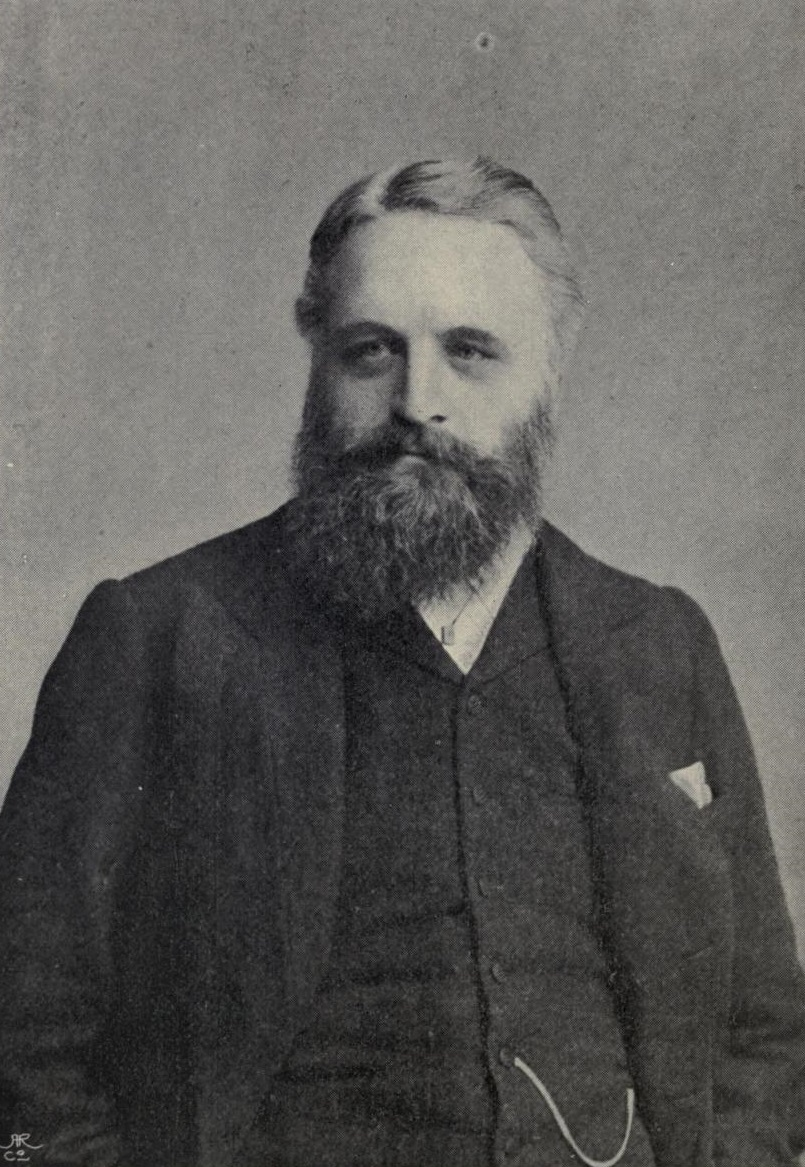
George Newnes (vor 1897)

Sir George Newnes, 1. Baronet (* 13. März 1851 in Matlock; † 9. Juni 1910 in Lynton) war ein britischer Zeitungsverleger und Politiker der Liberal Party.

## Leben
George Newnes wurde im März 1851 in Matlock, Derbyshire, als jüngstes von sechs Kindern eines kongregationalistischen Pfarrers geboren und besuchte Schulen in Wakefield, Birmingham und London. Als 16-Jähriger begann er eine Lehre bei einem Kurzwarenhändler in London und betätigte sich anschließend eigenständig als solcher in Manchester. 1875 heiratete er die Pfarrerstochter Priscilla Hillyard; aus der Ehe gingen zwei Söhne hervor, von denen der ältere mit acht Jahren verstarb. Inspiriert von einem Artikel in der Manchester Evening News entwickelte er im Sommer 1881 die Idee für ein Magazin, das im Gegensatz zu damaligen Normen ausschließliche aus prägnanten, unterhaltsamen Artikeln bestehen sollte. Trotz nur mäßiger Finanzierung stellte er binnen zweier Monate eine erste Ausgabe seines Magazins Tit-Bits zusammen, das unmittelbar ein großer Erfolg wurde. Über die nächsten Jahre nutzte er verschiedene innovative Techniken wie Preisausschreiben und Schnitzeljagden, um seine Leserschaft an Bord zu halten, und zeigte großes Gespür für die Interessen und Einstellungen seiner Zielgruppe, der unteren Mittelschicht. Dennoch achtete Newnes auf journalistische Qualität und hoffte insgeheim, über seine Zeitung die Massen an die Hochliteratur heranführen zu können. Tit-Bits wurde eines der einflussreichsten Publikationen seiner Zeit und legte die Grundlage für viele populäre Formen des Journalismus im 20. Jahrhundert.
Bei den Wahlen 1885 wurde Newnes als Mitglied der Liberal Party für den Wahlkreis Newmarket in das House of Commons gewählt, wo er 1886 und 1892 wieder gewählt wurde und als parlamentarisch kaum bedeutsamer Hinterbänkler aktiv war. Parallel vergrößerte er sein Verlagsimperium über Tit-Bits hinaus: 1890 begründete er mit dem Journalisten William T. Stead das Review of Reviews, das als Digest wichtige Beiträge andrer Publikation auswählte und zusammenfasste. Die Partnerschaft stellte sich aber als schwierig heraus und wurde nach nur sechs Monaten aufgelöst. Ab 1891 publizierte Newnes auf Anregung von Herbert Greenhough Smith das Strand Magazine, das monatlich erschien und Kurzgeschichten und Artikel präsentierte, die reich illustriert waren. Damit gelang Newnes ein weiterer großer Erfolg, der nicht zuletzt auch literaturhistorisch große Bedeutung entfaltete, da das Magazin das Genre Kurzgeschichten immens förderte. Nicht zuletzt brachte das Magazin Arthur Conan Doyle und seinen Sherlock Holmes hervor. Mitunter kombinierte er seine verlegerischen Aktivitäten auch mit seiner politischen Funktion: Newnes übernahm oder finanzierte diverse Publikationen, die der Liberal Party nahestanden. So gründete er nach der konservativen Übernahme der Pall Mall Gazette, bis dahin ein wichtiges Blatt der Liberal Party, 1892 die Westminster Gazzette, um seiner Partei wieder eine publikatorische Plattform zu geben. Wenngleich kommerziell ein Reinfall, entwickelte sich die Zeitung binnen kurzer Zeit zur Wortführerin der Liberals und genoss daher große politische Bedeutung. Als er bei den Unterhauswahlen 1895 seinen Sitz verlor, wurde Newnes angesichts seiner parteipolitischen und verlegerischen Verdienste als erblicher Baronet, of Wildcroft, Hollerday Hill and Hesketh House, geadelt.
Neben seiner politischen Arbeit betätigte er sich auch als Wohltäter und finanzierte unter anderem eine öffentliche Bibliothek im Londoner Stadtteil Putney. In seinem Wohnort Lynton setzte er sich besonders für die verkehrliche Erschließung ein und initiierte zunächst den Bau der Lynton and Lynmouth Cliff Railway zur Verbindung der Nachbarorte Lynton und Lynmouth. 1895 übernahm er den Vorsitz der Lynton and Barnstaple Railway. Auf seine Initiative hin baute diese Gesellschaft eine Schmalspurbahn nach dem Vorbild der Ffestiniog Railway zwischen Barnstaple und Lynton, die 1898 in Betrieb ging. Bis zu seinem Tod blieb Newnes Chairman der Bahngesellschaft. Ebenso finanzierte er die britische Southern-Cross-Expedition (1898–1900) des Norwegers Carsten Egeberg Borchgrevink, die als erste Forschungsreise des Goldenen Zeitalters der Antarktis-Forschung gilt.
1897 wurde Newnes’s Verlagshaus börsennotiert und restrukturiert; fortan leitete er das Unternehmen als Vorstandsdirektor. Binnen der nächsten Jahre erweiterte er sein Portfolio mit mehreren Magazinen, mit denen er neue Zielgruppen wie Frauen (Woman’s Life) oder neue Themengebiete wie das Landleben (Country Life) oder Reisen (World-Wide Magazine) zu erschließen suchte. Insbesondere Experimente mit Groschenblättern und Sonntagszeitungen waren jedoch kommerzielle Reinfälle. 1908 verkaufte er die immer noch schlecht laufende Westminster Gazzette an Alfred Mond. Zu den Miseren im Verlagsgeschäft kamen verlustreiche Spekulationsgeschäfte hinzu, die durch einen immer präsenteren Alkoholismus nur noch angetrieben wurden. Obgleich finanziell immer mehr angeschlagen, wurde er bei den Unterhauswahlen 1900 im Wahlkreis Swansea für die Liberal Party erneut ins House of Commons gewählt, wo er 1906 wiedergewählt wurde, ehe er sich vor den Wahlen im Januar 1910 zurückzog. Eine potentielle Berufung ins House of Lords materialisierte sich aufgrund seiner nunmehr auch öffentlichen Alkoholexzesse nie. Verschuldet starb er im Sommer 1910 in seinem Landhaus in Lynton im Alter von 59 Jahren. Sein Sohn Frank Hillyard Newnes (1876–1955) war ebenfalls einige Zeit als Politiker der Liberal Party ein Mitglied im House of Commons und übernahm nach dem Tod seines Vaters die Leitung seines Verlagshauses und erbte dessen Adelstitel. Eine erste, von der Journalistin der Westminster Gazzette Hulda Friederichs verfasste Biografie über Newnes erschien bereits ein Jahr nach seinem Tod; 2001 legte Kate Jackson eine neuere Biografie vor.